# Communauté rurale de Lambaye
La communauté rurale de Lambaye est une communauté rurale du Sénégal située au centre-ouest du pays. 
Elle fait partie de l'arrondissement de Lambaye, du département de Diourbel et de la région de Diourbel.
Lors du dernier recensement, la CR comptait 27 293 personnes et 2 599 ménages.
Son chef-lieu est Lambaye.